# Thrypticomyia basitarsatra
Thrypticomyia basitarsatra är en tvåvingeart som först beskrevs av Alexander 1948.  Thrypticomyia basitarsatra ingår i släktet Thrypticomyia och familjen småharkrankar. Inga underarter finns listade i Catalogue of Life.